# Sputnik V
Frascos da Sputnik V

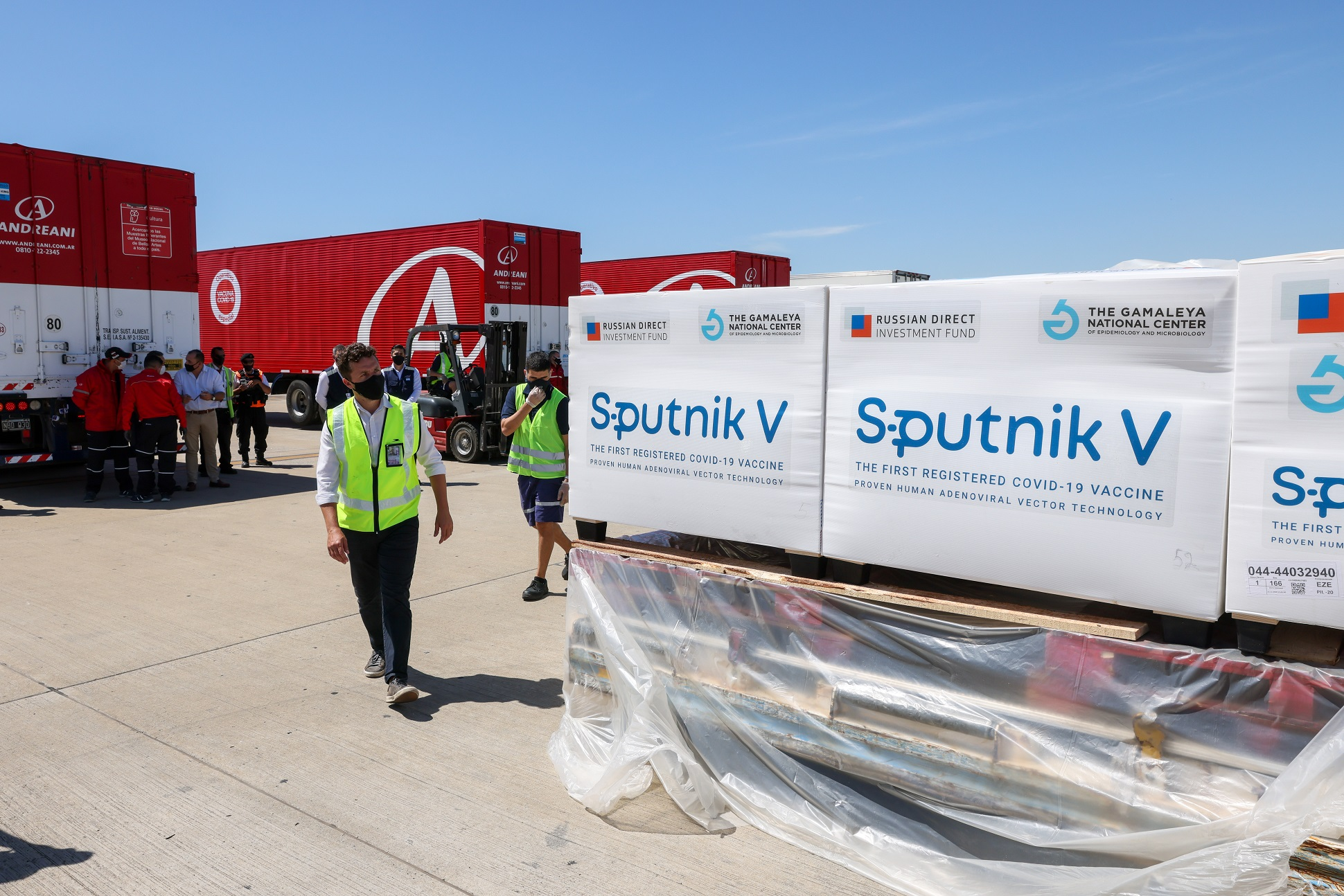
início da vacinação na Argentina

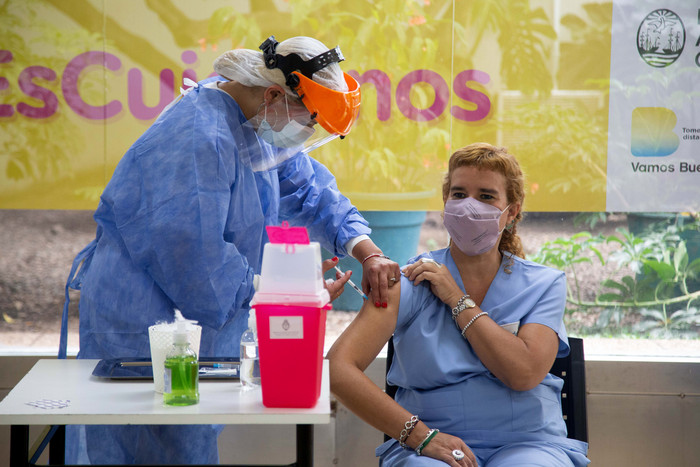
início da vacinação na Argentina

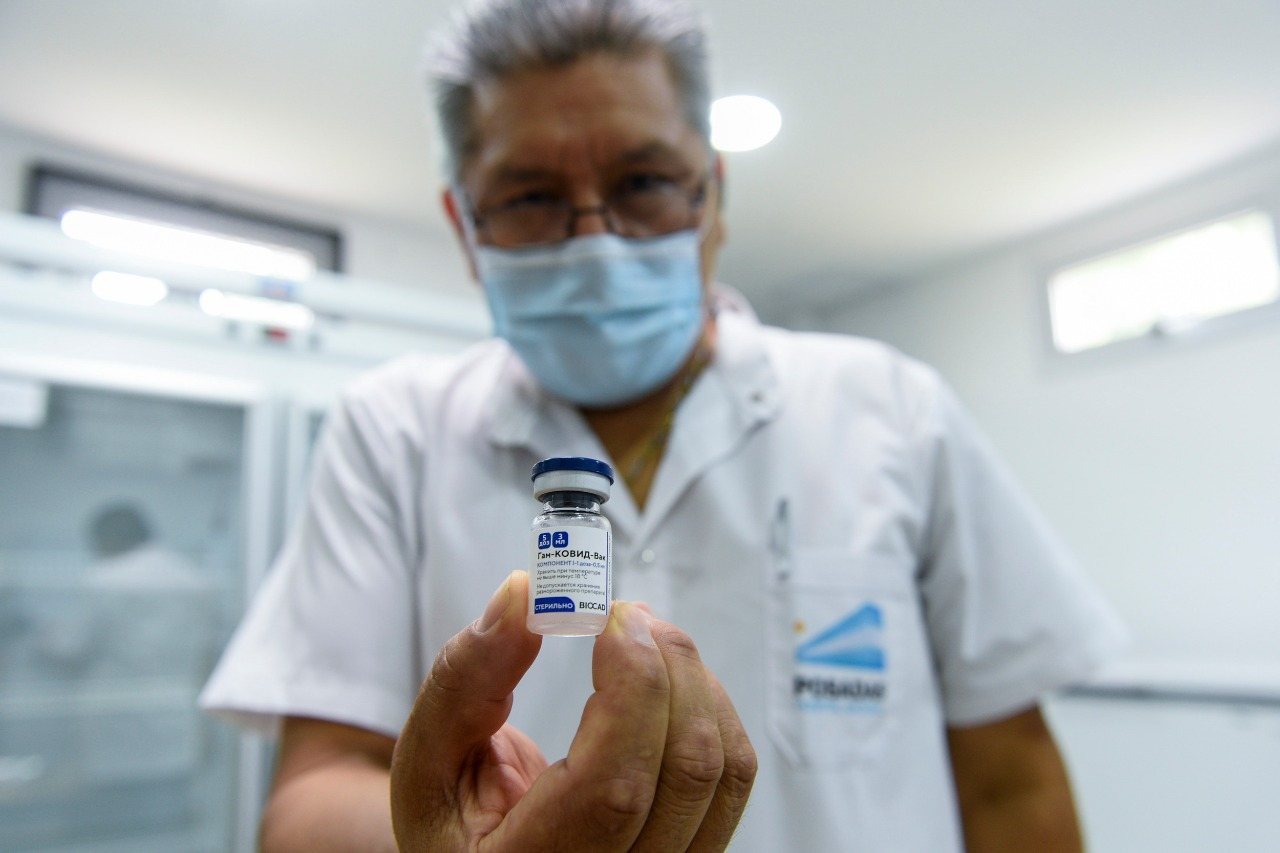
início da vacinação na Argentina

A Sputnik V (em russo: Спутник V), oficialmente Gam-COVID-Vac (em russo: Гам-КОВИД-Вак) é uma vacina contra a COVID-19 desenvolvida pelo Centro Nacional de Investigação de Epidemiologia e Microbiologia Gamaleya, laboratório russo sediado em Moscou. É chamada popularmente e comercialmente de Sputnik V por analogia ao primeiro satélite artificial que colocou animais em órbita, o Sputnik 5. Ela permite o uso de geladeiras comuns, devendo ficar armazenada na temperatura de 2 a 8 graus Celsius.
Em 8 de agosto de 2020, o relatório científico sobre os ensaios clínicos da Gam-COVID-Vac ainda não havia sido publicado, mas ela foi aprovada pelo Ministério da Saúde da Rússia com o objetivo de torná-la conhecida como "a primeira vacina de covid-19 registrada".
Em maio de 2021, a versão Sputnik Light também foi registrada sem o estudo da Fase 3 estar concluídos.

## História
Em maio de 2020, o Centro Nacional de Investigação de Epidemiologia e Microbiologia Gamaleya anunciou que havia desenvolvido a vacina Gam-COVID-Vac e que ela não tinha efeitos colaterais.
Em 1.º de agosto de 2020, o ministro da Saúde russo Mikhail Murashko disse a repórteres que "o ensaio clínico foi declarado concluído".
Em 10 de agosto de 2020, a mídia relatou que a Associação de Organizações de Ensaios Clínicos da Rússia, que envolve uma série de grandes empresas biofarmacêuticas, incluindo Bayer, AstraZeneca, Novartis, fez uma proposta para adiar o registro estatal da vacina até a conclusão bem-sucedida da terceira fase dos testes.
Em 11 de agosto de 2020, o presidente russo Vladimir Putin anunciou a aprovação regulatória da vacina antes de iniciar os ensaios de fase 3 para estudar a segurança e eficácia do produto. A aprovação antecipada, no entanto, resultou em apelos para que o país seguisse as diretrizes de segurança internacionais, uma vez que apenas 40% das vacinas costumam ser bem-sucedidas nesta fase dos estudos.
No Brasil um representante da Gamaleya chegou a participar de uma videoconferência com deputados federais em 23 de agosto, mas as autoridades brasileiras, na época, chamaram atenção para a falta de informações técnicas sobre o medicamento.
Em 25 de agosto tiveram início os ensaios da fase 3, com 40 mil voluntários na Rússia e em Belarus. Em outubro, doses para os testes também foram entregues na Venezuela. A vacinação dos russos começou em 5 de dezembro sem, no entanto, a conclusão desta etapa.
Em dezembro de 2020, a Universidade de Oxford e a AstraZeneca anunciaram que testariam uma combinação de sua vacina ChAdOx1 com a Sputnik V.
No dia 02 de fevereiro, num artigo publicado na The Lancet, os cientistas russos divulgaram que a Sputnik tinha 91,6% de eficácia geral e 100% de eficácia contra casos moderados a graves de covid e que não havia causado reações graves que fossem ligadas ao imunizante.
Os testes de fase 3 só devem ser concluídos em maio de 2021.
Em 03 de abril de 2021, o presidente argentino Alberto Fernández anunciou em seu Twitte e que tinha sido contaminado com covid-19, mesmo após ter tomado a vacina. O Centro Gamaleya respondeu à publicação, dizendo que a vacina tinha 100% de eficácia contra casos graves e no caso de infecções, ela evitaria os sintomas severos. O Gamaleya também desejou uma rápida recuperação ao mandatário.

### O problema da falta de dados
A falta de dados e a constante não observância das fases de testes da vacina fizeram com que o porta-voz da Organização Mundial da Saúde Tarik Jasarevic dissesse, pouco antes da Argentina começar a vacinação, que "a pré-qualificação de qualquer vacina inclui a revisão e avaliação rigorosa de todos os dados de segurança e eficácia exigidos. Não se pode usar uma vacina ou medicamentos sem passar por todas essas etapas, tendo cumprido todas essas etapas", numa clara crítica à Rússia. No país latino, após o início da vacinação emergencial em final de dezembro de 2020, a farmacêutica argentina Sandra Pitta, do Conselho Nacional de Investigações Científicas e Técnicas (Conicet), chegou a dizer: "não me vacinaria jamais porque não tenho informação. Tudo o que gira em torno da Sputnik V é muito pouco transparente. Não há dados. A bibliografia é escassa".
No dia 02 de fevereiro, num artigo publicado na revista The Lancet, os cientistas russos deram dados a mais sobre a vacina, corrigindo a eficácia geral para 91,6% - e não 91,4. Além disto divulgaram que 19.966 voluntários haviam participado dos testes, recebendo as duas doses previstas. Destes, mas de dois mil eram pessoas idosas com mais de 60 anos de idade.

#### No Brasil
No dia 29 de dezembro, a Agência Nacional de Vigilância Sanitária (Anvisa), autoridade sanitária do Brasil, anunciou que tinha recebido um pedido de autorização de pesquisa clínica de fase 1II (estudos em humanos) para a Sputnik V e que o pedido havia sido feito pelo laboratório União Química, tendo a empresa contratado os direito para a produção da vacina no Brasil, afirmando ter a capacidade de produzir 8 milhões de doses ao mês. O laboratório pretende fazer vendas da Sputnik para outros países onde uso emergencial está autorizado, mas disse que a prioridade é o Brasil.
No pedido à Anvisa, a empresa brasileira afirmou que a vacina tinha uso emergencial aprovado em outros países, incluindo "Argentina, Bolívia, Argélia, Sérvia e Palestina". Com o pedido de estudos da fase 3 pendente, foi anunciada a expectativa de que, até o dia 18 de janeiro de 2021, fosse pedida a autorização para uso emergencial. No dia 13 de janeiro, o presidente do Fundo Russo de Investimentos Diretos anunciou que fornecerá 150 milhões de doses para o Brasil ao longo de 2021, contudo, no dia 16 de janeiro, Anvisa anunciou que havia devolvido os documentos do pedido da União Química por eles "não apresentarem requisitos mínimos para submissão e análise pela Anvisa".
No dia 20 subsequente, o Supremo Tribunal Federal (STF) solicitou explicações à Anvisa sobre a negativa de liberação da vacina, após o governador da Bahia, Rui Costa, entrar com uma ação judicial, solicitando que fosse permitida a "importação e a distribuição de vacina que ainda não tenha sido registrada na Anvisa, desde que haja registro por agência reguladora certificada pela Organização Pan-Americana de Saúde" (OPAS). Na ação, Costa assinalou que, além de já ter registro de outras autoridades sanitárias, ela estava sendo aplicada em outros países, como Argentina e Paraguai.
No dia 29 de janeiro, a Agência informou em sua atualização sobre a “Andamento da análise das vacinas” que ainda não havia concluído a análise do pedido de estudo no Brasil, o que dificilmente acontecerá sem os dados da fase 3, que devem ser liberados só em maio.
Mesmo depois da Comissão Técnica Nacional de Biossegurança do Ministério da Ciência e Tecnologia ter aprovado a vacina, em 27 de abril a ANVISA rejeitou um pedido de importação da vacina.

#### Na União Europeia
A EMA (Agência Europeia de Medicamentos) chegou a analisar a Sputnik no início de março de 2021, mas no dia 07 do mesmo mês declarou que a vacina era uma "roleta russa" devido a falta de informações.

## Fórmula
A Sputnik V é uma vacina de vetor viral baseada no adenovírus humano — um vírus do resfriado comum — fundido com a proteína spike do vírus SARS-CoV-2 para estimular uma resposta imunológica.
Ela foi desenvolvida pelos mesmos laboratórios do governo que desenvolveram o que é reivindicado "uma vacina eficaz contra o vírus Ebola, bem como uma vacina contra o vírus MERS".

## Eficácia
Em 26 de setembro de 2020, um estudo foi publicado na revista The Lancet afirmando que ela era segura e tinha induzido forte resposta imunológica nos participantes das fases I e II dos testes.
No dia dia 14 de dezembro, o governo russo anunicou que a Sputnik tinha uma eficácia de 91,4%.
A eficácia nos estudos é de 91,8% segundo dados do governo russo.
Em 03 de abril de 2021, horas após o presidente argentino Alberto Fernández anunciar em seu Twitte e que tinha sido contaminado com covid-19, mesmo após ter tomado a vacina, o Ministério da Saúde do país publicou um levantamento preliminar anunciando que menos de 0,2% dos vacinados com a 1ª ou 2ª dose haviam sido infectados com Sars-Cov-2 decorridos 14 dias da aplicação do imunizante.

## Reações adversas
Com a falta de relatórios oficiais sobre reações, foi após a aplicação emergencial na Argentina que a imprensa teve acesso a dados sobre a questão. O jornal La Nación confirmou com autoridades argentinas que, inicialmente, 12 pessoas havia apresentado reações graves, incluindo cólica renal, trombose venosa profunda e abscesso de membro.
No artigo publicado na The Lancet em fevereiro de 2021. os cientistas russos divulgaram que as reações mais comuns, em 94% dos voluntários que haviam participado dos testes, haviam sido sensações parecidas com as causadas pela gripe, reações no local da injeção, dor de cabeça e astenia. Eles também relataram que pouco mais de 5% haviam apresentado reações moderadas ao imunizante e que ninguém havia tido reações graves.

## Comercialização
A vacina deve custar cerca de 10 dólares. Em agosto o jornal alemão Der Tagesspiegel, referindo-se à autorização para uso na Rússia, afirmou que mais de 20 países, incluindo Índia, Brasil e Arábia Saudita, haviam demonstrado interesse pela vacina.
No entanto, em final de dezembro de 2020, além da Rússia, apenas a Argentina e a Hungria haviam comprado doses do produto para iniciar a imunização. Em 29 de dezembro, a Sputnik V começou a ser aplicada na Argentina. A Hungria, inclusive, criou um problema com a União Europeia, cuja agência sanitária, a Agência Europeia de Medicamentos, não havia autorizado o imunizante. No dia 29 de dezembro, o governo da Venezuela anunciou um contrato para compra da vacina.

## Sputnik Light
No dia 06 de maio de 2021, o governo da Rússia concedeu o registro de uso para a vacina Sputnik Light. A vacina é composta por um vetor adenoviral humano recombinante chamado rAd26. Segundo o Fundo Russo de Investimento, a vacina, que prevê a aplicação de apenas uma dose, tem 79,4% de eficácia a partir do 28º dia após a imunização. "A Sputnik Light provou ser eficaz contra todas as novas cepas de coronavírus, conforme demonstrado pelo Gamaleya Center durante os testes de laboratório", diz o cumunicado no website Sputnik V.
Os dados foram obtidos após testes de Fase 1 e 2 e a Fase 3 ainda está em andamento (em maio de 2021), com 7 mil pessoas da Rússia, Emirados Árabes Unidos, Gana e outros países participando do estudo.-